# Pieter van der Staak
Pieter van der Staak, född 25 maj 1930 i Haag, död 2 november 2007 i Zwolle, var en nederländsk kompositör, som skrev musik för gitarr.